# Ive
IVE (/aɪv/, tiếng Hàn: 아이브; Romaja: Aibeu, tiếng Nhật: アイヴ) là một nhóm nhạc nữ Hàn Quốc được thành lập và quản lý bởi Starship Entertainment. Nhóm bao gồm 6 thành viên: Gaeul, Yujin, Rei, Wonyoung, Liz và Leeseo. Nhóm chính thức ra mắt công chúng ngày 1 tháng 12 năm 2021 với album đĩa đơn đầu tay Eleven.

## Tên gọi
Tên của nhóm, IVE, có nghĩa là "I Have" - I've" ( n.đ. '"Tôi có"') với ý nghĩa "tự tin thể hiện những điều mà nhóm có với khán giả".

## Lịch sử

### 2018–2021: Trước khi ra mắt
Năm 2018, An Yujin và Jang Wonyoung tham gia chương trình truyền hình thực tế sống còn Produce 48 và lần lượt đạt hạng 5 và hạng nhất. Cả hai ra mắt công chúng với vai trò là thành viên của nhóm nhạc nữ dự án 2 năm 6 tháng Iz*One. Họ hoạt động cùng IZ*ONE cho đến khi nhóm kết thúc hợp đồng và tan rã vào ngày 29 tháng 4 năm 2021.

### 2021: Ra mắt công chúng với album đĩa đơn đầu tay Eleven

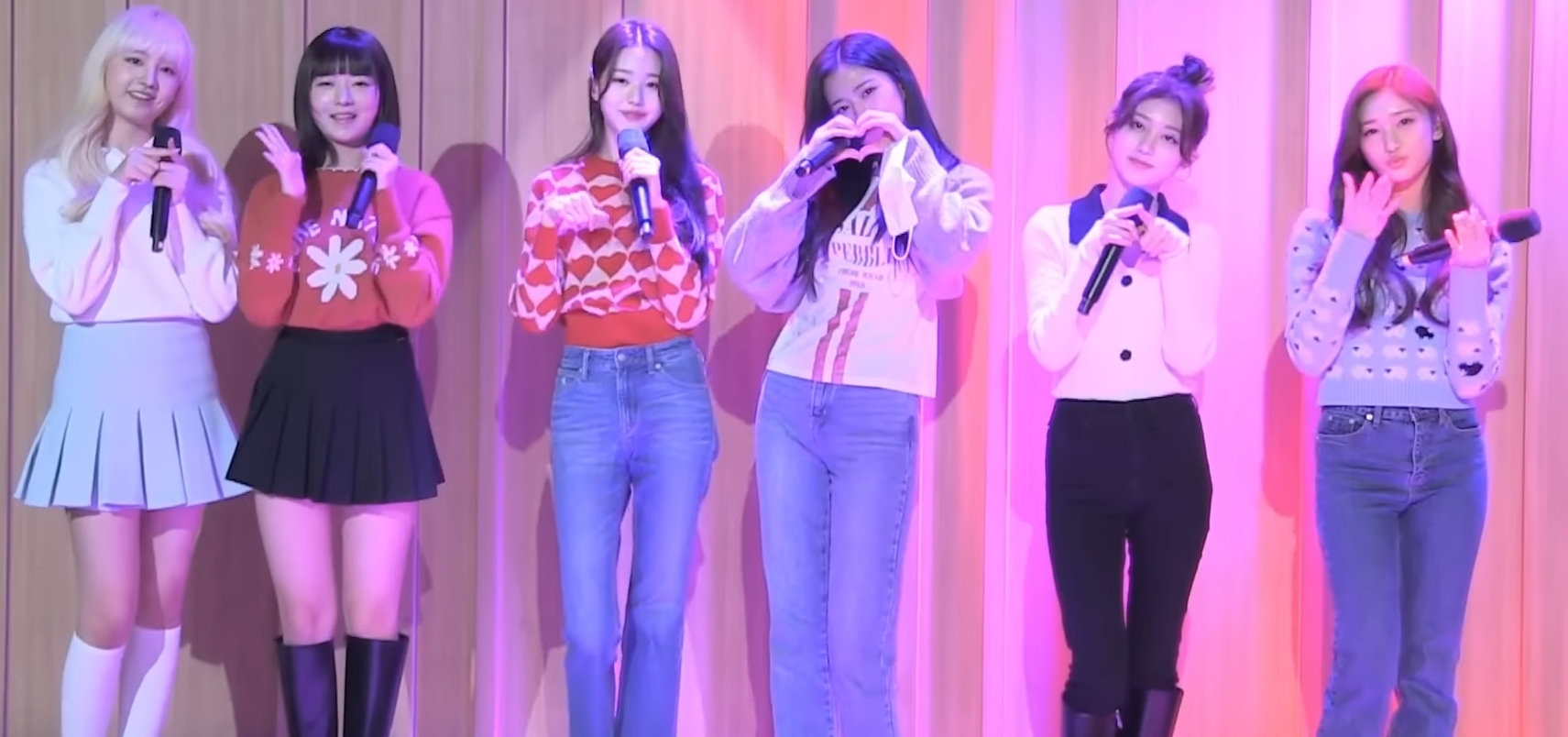
IVE tại SBS Radio

Ngày 24 tháng 5 năm 2021, Starship Entertainment mở tài khoản Instagram cá nhân cho 2 thành viên nổi tiếng nhất nhóm là Jang Won-young và An Yu-jin (vì cả 2 đã hoạt động với nhóm cũ từ năm 2018 và có danh tiếng trước khi ra mắt với nhóm của công ty quản lý hiện tại), công ty tập trung đẩy mạnh hoạt động cá nhân cho cả 2 cũng như song song hoạt động với nhóm mới hiện tại.
Ngày 2 tháng 11 năm 2021, Starship Entertainment công bố thành lập nhóm nhạc nữ tiếp theo của công ty sau WJSN (2016) với tên gọi IVE. Các thành viên của nhóm lần lượt được công bố từ ngày 3 đến ngày 8 tháng 11 (theo thứ tự: An Yujin, Gaeul, Jang Wonyoung, Liz, Rei, và Leeseo). Ngày 8 tháng 11, Starship cho biết nhóm sẽ ra mắt vào ngày 1 tháng 12. Hai ngày sau, nhóm được công bố là sẽ ra mắt với album đĩa đơn Eleven.
Album đĩa đơn đầu tay của IVE, Eleven, và bài hát chủ đề cùng tên được phát hành vào ngày 1 tháng 12. Nhóm biểu diễn lần đầu tiên trên truyền hình trong chương trình âm nhạc Music Bank của KBS2 vào ngày 3 tháng 12. "Eleven" lọt vào bảng xếp hạng World Digital Song Sales của Billboard ở vị trí thứ 12. Bài hát cũng lọt vào bảng xếp hạng Hot 100 của Billboard Nhật Bản ở vị trí thứ 16. Ngày 8 tháng 12, đúng 1 tuần sau khi ra mắt, IVE giành được chiến thắng trên chương trình âm nhạc đầu tiên trên Show Champion của đài MBC M và trở thành nhóm nhạc nữ giành chiến thắng đầu tiên nhanh nhất từ trước đến nay. Eleven cũng trở thành album đầu tay của một nhóm nhạc nữ có doanh số tuần đầu tiên cao nhất tại Hàn Quốc. "Eleven" giành được tổng cộng 13 chiến thắng trên các chương trình âm nhạc, trong đó có "triple crown" trên Music Bank, Show! Music Core và Inkigayo.

### 2022:Love Dive,After Likevà ra mắt tại Nhật Bản
Ngày 5 tháng 4 năm 2022, Ive phát hành album đĩa đơn thứ hai Love Dive và bài hát chủ đề cùng tên. "Love Dive" đạt vị trí thứ nhất trên bảng xếp hạng Circle Digital Chart và là bài hát đầu tiên của nhóm làm được điều này. Bài hát cũng đạt vị trí thứ 10 trên bảng xếp hạng Global Excl. US của Billboard, cũng như vị trí thứ 9 trên bảng xếp hạng Apple Music toàn cầu.

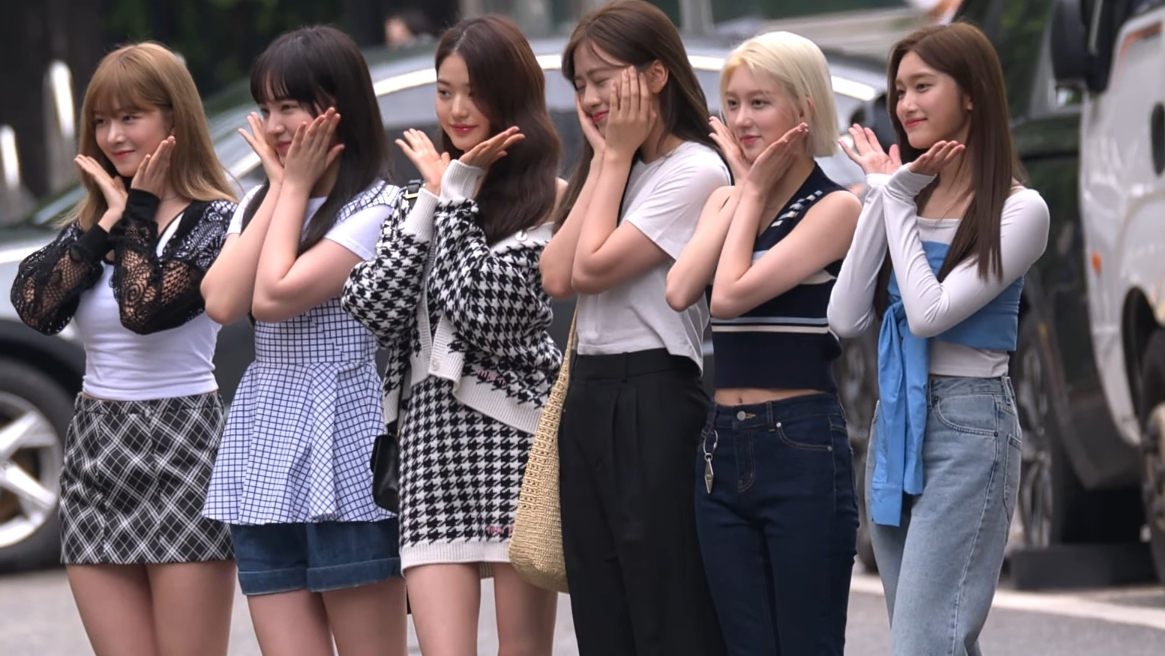
Ive vào tháng 6 năm 2022

Ngày 18 tháng 7, Ive phát hành album đĩa đơn thứ ba After Like và đĩa đơn cùng tên. Sử dụng một đoạn sample từ bài hát nổi tiếng "I Will Survive" của Gloria Gaynor, "After Like" đạt vị trí thứ nhất trên bảng xếp hạng Circle Digital Chart. Bài hát cũng đạt vị trí thứ 9 trên bảng xếp hạng Billboard Global Excl. US, cũng như vị trí thứ 23 trên bảng xếp hạng Spotify toàn cầu. Là bài hát đầu tiên của Ive đạt perfect all-kill, "After Like" đã dành chiến thắng trên các chương trình âm nhạc 14 lần và là bài hát dành được nhiều chiến thắng nhất của năm. Đến nay, After Like đã bán được hơn 1,7 triệu bản.
Ngày 8 tháng 9, Ive được công bố là sẽ ra mắt tại Nhật Bản với phiên bản tiếng Nhật của "Eleven" vào ngày 19 tháng 10. Video âm nhạc của phiên bản này được phát hành trước vào ngày 19 tháng 9. "Eleven" được phát hành với tư cách một album đĩa đơn đi kèm với bài hát b-side "Queen of Hearts," bài hát gốc tiếng Nhật đầu tiên của Ive. Album đĩa đơn bán được 88.312 bản trong tuần đầu tiên theo số liệu của Billboard Japan, và đã được Hiệp hội Công nghiệp Ghi âm Nhật Bản chứng nhận đĩa Vàng vào ngày 19 tháng 11.
"Love Dive" đứng đầu bảng xếp hạng cuối năm 2022 của cả Melon và Circle Digital Chart. Nhờ thành công của bài hát, ngày 26 tháng 11, Ive nhận được giải Daesang đầu tiên của mình với đề cử Bài hát của năm tại Giải thưởng Âm nhạc Melon năm 2022. Sau đó, bài hát tiếp tục nhận được ba giải Daesang nữa tại các lễ trao giải khác, trong đó có giải MAMA, Golden Disc Awards, và Asia Artist Awards.  Ive cũng nhận được giải Nhóm nhạc nữ xuất sắc nhất và Nghệ sĩ mới xuất sắc nhất tại Giải thưởng Âm nhạc Melon, giải Nghệ sĩ mới của năm tại giải thưởng Golden Disc Awards, cũng như một số giải thưởng khác tại các lễ trao giải Genie Music Awards, Circle Chart Music Awards, và Seoul Music Awards. Ngày 20 tháng 12, Ive được công bố là sẽ trở thành nhóm nhạc thứ năm xuất hiện trên trang bìa của tạp chí Vogue Korea sau Big Bang, EXO, Blackpink và BTS.

### 2023–nay:I've Ive, lưu diễn vàI've Mine
Ngày 16 tháng 1 năm 2023, Ive phát hành đĩa đơn tiếng Nhật thứ hai "Love Dive", phiên bản tiếng Nhật của đĩa đơn tiếng Hàn cùng tên của nhóm. Từ ngày 11 đến ngày 24 tháng 2, Ive bắt đầu tổ chức chuyến lưu diễn đầu tiên của mình, The Prom Queens, với sáu buổi diễn tại Seoul, Yokohama và Kobe.

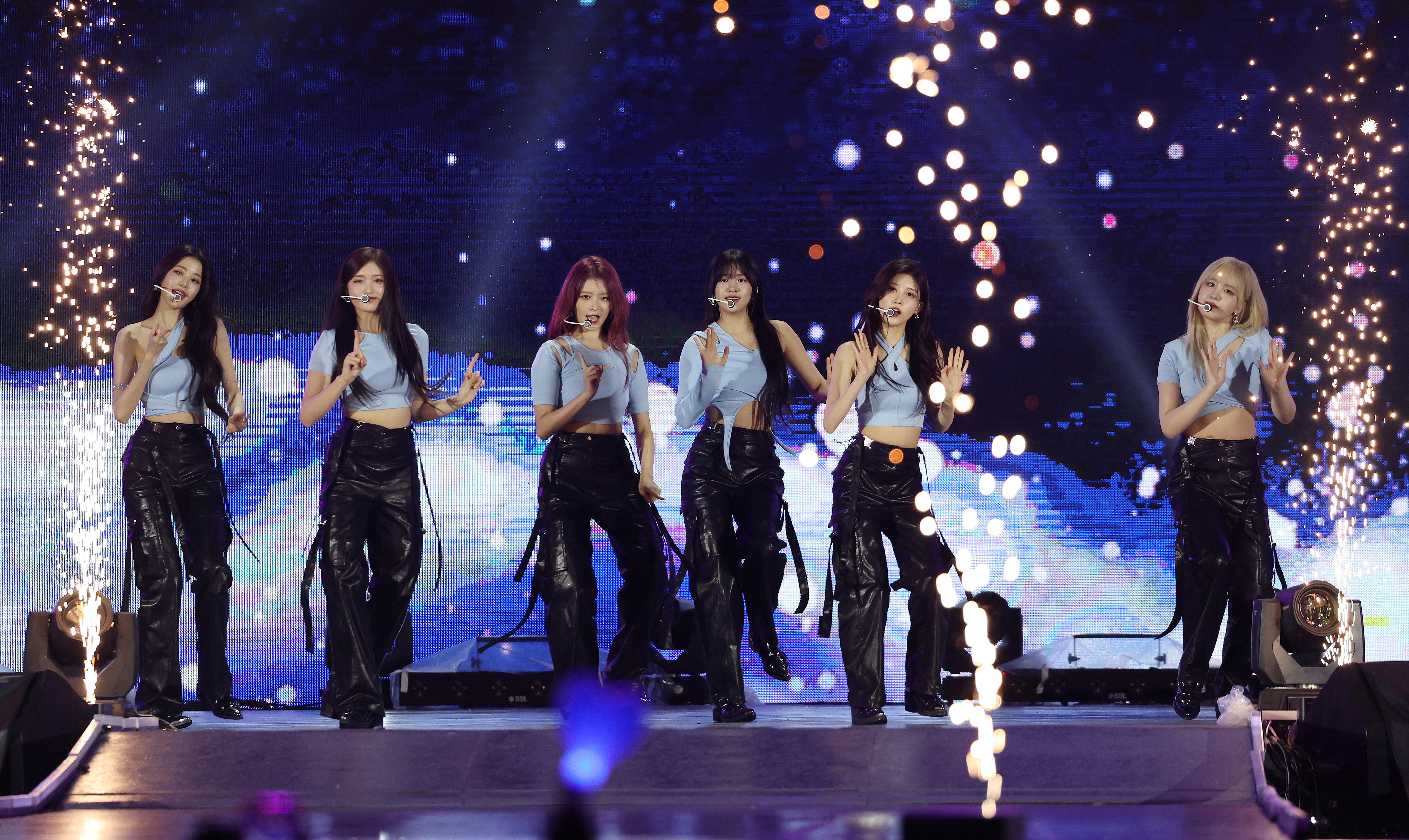
Ive biểu diễn tại World Scout Jamboree K-pop Super Live Concert vào năm 2023

Ngày 16 tháng 3, Ive được công bố là sẽ phát hành album phòng thu đầu tay của mình, I've Ive, vào ngày 10 tháng 4. Các thành viên của nhóm đã tham gia sáng tác 7 trên 11 bài hát trong album. Ngày 27 tháng 3, nhóm phát hành một đĩa đơn mở đường với tên gọi "Kitsch" cho album. Bài hát lọt vào bảng xếp hạng Circle Digital Chart ở vị trí thứ nhất và là bài hát thứ hai của nhóm đạt perfect all-kill. Ngày 24 tháng 3, nhóm được công bố là đã ký hợp đồng với Columbia Records thuộc Sony Music để tiến hành các hoạt động ở Mỹ.
Sau khi được phát hành vào ngày 10 tháng 4, I've Ive đứng đầu bảng xếp hạng Circle Album Chart. Đĩa đơn thứ hai của album, "I Am", tiếp tục đạt perfect all-kill, giúp I've Ive trở thành album đầu tiên của một nhóm nhạc nữ có hai bài hát đạt được thành tích này sau 2NE1 vào năm 2011. Cả hai bài hát cũng đều đạt vị trí thứ nhất trên bảng xếp hạng Circle Digital Chart. Ngày 11 tháng 4, Starship Entertainment thông báo rằng thành viên Rei sẽ tạm ngưng hoạt động vì lý do sức khỏe.
Ngày 9 tháng 5, Ive phát hành đĩa đơn mở đường "Wave" cho mini-album tiếng Nhật cùng tên của nhóm. Ngày 26 tháng 5, Starship Entertainment cho biết Rei sẽ quay trở lại hoạt động cùng nhóm. Sau khi được phát hành, Wave lọt vào bảng xếp hạng album của Oricon và bảng xếp hạng Billboard Japan Hot Albums ở vị trí thứ nhất. Album đã được Hiệp hội Công nghiệp Ghi âm Nhật Bản chứng nhận đĩa Vàng. Từ ngày 17 tháng 6 đến ngày 9 tháng 7, nửa thứ hai của chuyến lưu diễn The Prom Queens được tiến hành, bao gồm sáu buổi diễn tại Đông Nam Á và Đài Loan. Chuyến lưu diễn đã thu hút 97.000 khán giả. Ngày 13 tháng 7, Ive hợp tác với Pepsi để phát hành đĩa đơn quảng bá "I Want".
Vào tháng 8, Ive được công bố là sẽ tổ chức chuyến lưu diễn toàn thế giới đầu tiên của mình, Show What I Have, bắt đầu từ tháng 10. Ngày 3 tháng 9, nhóm được công bố là sẽ phát hành mini-album tiếng Hàn đầu tay, I've Mine, vào ngày 13 tháng 10. Album bao gồm ba đĩa đơn, hai trong số đó, "Either Way" và "Off the Record", sẽ đóng vai trò đĩa đơn mở đường. Đĩa đơn thứ ba "Baddie" sẽ được phát hành cùng với album.

## Thành viên
- Chú thích: In đậm là trưởng nhóm

| Nghệ danh     | Nghệ danh | Nghệ danh          | Tên khai sinh | Tên khai sinh | Tên khai sinh      | Tên khai sinh | Tên khai sinh     | Vai trò                                         | Ngày sinh         | Nơi sinh                            | Quốc tịch |
| Latinh        | Hangul    | Kana               | Latinh        | Hangul        | Kana               | Hanja         | Hán-Việt          | Vai trò                                         | Ngày sinh         | Nơi sinh                            | Quốc tịch |
| Gaeul         | 가을      | ガウル             | Kim Gaeul     | 김가을        | キム·ガウル        | 金가을        | Kim Thu Thiên     | Main Dancer, Lead Rapper, Lead Vocalist         | 24 tháng 9, 2002  | Bupyeong-gu, Incheon, Hàn Quốc      | Hàn Quốc  |
| An Yujin      | 안유진    | アン・ユジン       | An Yujin      | 안유진        | アン・ユジン       | 安兪真        | An Hữu Trân       | Main Dancer, Lead Vocalist Center               | 1 tháng 9, 2003   | Cheongju, Chungcheong-buk, Hàn Quốc | Hàn Quốc  |
| Rei           | 레이      | レイ               | Naoi Rei      | 나오이 레이   | ナオイ・レイ       | 直井怜        | Trực Tỉnh Liên    | Main Rapper, Lead Vocalist                      | 3 tháng 2, 2004   | Nagoya, Aichi, Nhật Bản             | Nhật Bản  |
| Jang Wonyoung | 장원영    | チャン・ウォニョン | Jang Wonyoung | 장원영        | チャン・ウォニョン | 張員瑛        | Trương Nguyên Anh | Sub Vocalist, Visual, Center, Face of the group | 31 tháng 8, 2004  | Gwangju, Gyeonggi, Hàn Quốc         | Hàn Quốc  |
| Liz           | 리즈      | リズ               | Kim Jiwon     | 김지원        | キム・ジウォン     | 金智媛        | Kim Trí Viên      | Main Vocalist, Lead Dancer                      | 21 tháng 11, 2004 | Jeju, Hàn Quốc                      | Hàn Quốc  |
| Leeseo        | 이서      | イソ               | Lee Hyunseo   | 이현서        | イ・ヒョンソ       | 李賢瑞        | Lý Hiền Thụy      | Maknae, Sub Vocalist, Sub Rapper, Visual        | 21 tháng 2, 2007  | Seoul, Hàn Quốc                     | Hàn Quốc  |

## Danh sách đĩa nhạc
- Eleven (2021)
- Love Dive (2022)
- After Like (2022)
- Alive
- I've Ive (2023)
- Wave (2023) - Japan
- I've Mine (2023)
- Ive Switch (2024)

## Danh sách video

### Video âm nhạc
| Tên              | Năm  | Album      | Chú thích |
| ---------------- | ---- | ---------- | --------- |
| "Eleven"         | 2021 | Eleven     | [ 80 ]    |
| "Love Dive"      | 2022 | Love Dive  |           |
| “After Like”     | 2022 | After Like |           |
| “Kitsch”         | 2023 | I’ve IVE   |           |
| “I am”           | 2023 | I’ve IVE   |           |
| “Wave”           | 2023 | Wave       |           |
| “I Want”         | 2023 | IVE I Want |           |
| “Either Way”     | 2023 | I’ve Mine  |           |
| “Off the record” | 2023 | I’ve Mine  |           |
| “Baddie”         | 2023 | I’ve Mine  |           |
| “All Night”      | 2024 |            |           |
| “Heya”           | 2024 | IVE Switch |           |
| “Accendio        | 2024 | IVE Switch |           |
| “Summer Festa”   | 2024 |            |           |
| “Crush           | 2024 | Alive      |           |

### Video khác
| Tên                 | Năm  | Đạo diễn           | Chú thích |
| ------------------- | ---- | ------------------ | --------- |
| "Have What We Want" | 2021 | Rigend Film Studio | [ 81 ]    |
| "Show What I Have"  | 2022 | HAUS OF TEAM       |           |
| "DEAR. CUPID"       | 2022 | HAUS OF TEAM       |           |
| "I'VE SUMMER FILM"  | 2022 | __                 |           |

### Chương trình chiếu mạng
| Tên       | Năm        | Kênh    | Ghi chú                                                      | Chú thích |
| --------- | ---------- | ------- | ------------------------------------------------------------ | --------- |
| 1,2,3 IVE | 2021 - nay | YouTube | Chương trình thực tế của các thành viên sau mỗi đợt comeback | [ 82 ]    |
| IVE ON    | 2021 - nay | YouTube | Hậu trường hoạt động của các thành viên                      |           |

## Bảng xếp hạng thương hiệu

### Xếp hạng giá trị thương hiệu nhóm nhạc nữ K POP
| Năm  | Tháng | Thứ hạng | Điểm      |
| ---- | ----- | -------- | --------- |
| 2021 | 12    | 10       | 4,324,026 |
| 2022 | 1     | 2        | 5,442,980 |
| 2022 | 2     | 10       | 2,218,513 |
| 2022 | 3     | 10       | 1,394,582 |
| 2022 | 4     | 9        | 2,266,690 |
| 2022 | 5     | 1        | 3,896,773 |
| 2022 | 6     | 3        | 3,216,154 |
| 2022 | 7     | 2        | 3,120,003 |
| 2022 | 8     | 4        | 2,948,095 |
| 2022 | 9     | 2        | 6,147,776 |
| 2022 | 10    | 3        | 4,143,670 |
| 2022 | 11    | 3        | 4,395,657 |

### Xếp hạng giá thị thương hiệu cá nhân thành viên nhóm nhạc nữ K POP
| Năm  | Tháng | Thứ hạng | Thứ hạng | Thứ hạng | Thứ hạng | Thứ hạng | Thứ hạng |
| ---- | ----- | -------- | -------- | -------- | -------- | -------- | -------- |
| Năm  | Tháng | Yujin    | Gaeul    | Rei      | Wonyoung | Liz      | Leeseo   |
| 2021 | 12    | 78       | 44       | 32       | 23       | 26       | 10       |
| 2022 | 1     | –        | –        | 45       | 26       | 36       | 14       |
| 2022 | 2     | –        | 91       | 66       | –        | 75       | 60       |
| 2022 | 3     | –        | –        | 76       | –        | 69       | 68       |
| 2022 | 4     | –        | 41       | 47       | –        | 61       | 51       |
| 2022 | 5     | –        | 33       | 39       | 15       | 30       | 43       |
| 2022 | 6     | –        | 60       | 53       | 33       | 51       | 50       |
| 2022 | 7     | 44       | 50       | 49       | 31       | 34       | 75       |
| 2022 | 8     | 29       | 61       | 47       | 30       | 28       | 53       |
| 2022 | 9     | 28       | 22       | 29       | 20       | 21       | 30       |
| 2022 | 10    | 29       | 19       | 27       | 45       | 17       | 37       |
| 2022 | 11    | 39       | 8        | 25       | 18       | 36       | 44       |